# Кукла (роман)
«Кукла» (пол. Lalka) — роман польского прозаика Болеслава Пруса, изначально публиковавшийся в газете «Kurier Codzienny», с 1887 по 1889 год. Год спустя был издан в книжной форме в издательстве Гебетнера и Волфа в Варшаве.

## О произведении
«Кукла» — одно из наиболее известных произведений польской литературы по всему миру. Произведение является литературным портретом Варшавы XIX века, изображающим её жителей, архитектуру, атмосферу.
Оригинальная рукопись романа не сохранилась полностью — уцелела только треть текста, которая сейчас находится в Публичной библиотеке Варшавы.

## Сюжет
Роман затрагивает такие темы, как идеализм и романтическая любовь. Станислав Вокульский влюбляется в аристократку Изабеллу Ленцкую и старается сделать всё, чтобы её добиться. Он бросил науку, взялся за увеличение финансового состояния, пытается проникнуть в высшие круги общества, поскольку думает, что это поможет ему сблизиться с возлюбленной.

## Персонажи
- Станислав Вокульский
- Изабелла Ленцкая (Izabela Łęcka (пол.))
- Игнаций Жецкий (Ignacy Rzecki (пол.))
- Юлиан Охоцкий (Julian Ochocki (пол.))

### Прототипы Вокульского
Существует предположение, что Болеслав Прус взял фамилию главного героя романа у реально существовавшего врача из Кельце Юзефа Вокульского.
По данным Института литературных исследований Польской академии наук, прообразом Вокульского был швейцарский предприниматель Якуб Ланге, который приехал в Варшаву примерно в середине XIX века. Он стал в Варшаве владельцем кондитерской фабрики, а затем уехал в Болгарию, где, как и Вокульский, заработал огромное состояние.
Журналист, краевед Варшавы Ежи Каспшицкий приводит другую версию: в своей книге «Неизвестная Варшава» он утверждает, что писатель взял ряд черт характера и фактов биографии Станислава Вокульского у варшавского промышленника и изобретателя Станислава Струйвонса – сына ветерана Январского восстания, с участия в котором начинается «взрослая» биография Вокульского.
Известный польский литературовед, исследователь польской литературы XIX века Бахуш, Юзеф приводит версию, что прототипом Станислава Вокульского мог быть варшавский торговец и общественный деятель Феликс Павловский. Магазин Павловского находился в Варшаве на углу улиц Брацкой и Хмельной, Болеслав Прус бывал частым гостем в магазине и хорошо знал его хозяина.
Сцена, когда Вокульский бросается на железнодорожные пути перед подъезжающим поездом, описывает аналогичный эпизод из жизни Пруса, который подобным же образом пытался свести счёты с жизнью и был в последний момент удержан железнодорожным служащим (этот случай описал профессор психиатрии и неврологии Стефан Боровецкий в своём незаконченном исследовании «Ситуационные фобии Пруса» в части, касающейся агорафобии писателя, которая стало причиной подобного его шага).

## Рецензии
Советский критик А. Малецкий дал отрицательную оценку главному герою романа: «Прус выступает в защиту „честных“, „культурных“ купцов, он защищает этих купцов от презрения со стороны аристократов с их феодальными предрассудками. Прус призывает аристократов взяться за торговлю, ибо иначе всё возьмут в свои руки евреи, а евреи торгуют „не честно“, другое дело — поляки. Герой его романа Вокульский — шляхтич-спекулянт, разбогатевший на военных подрядах, но изображён он тем не менее как честный, благородный человек».
Помимо этого, некоторые авторы полагают, что большое влияние на роман оказали произведения Льва Толстого. Как пример, приводят такие характерные черты Станислава Вокульского, как правдоискательство, стремление к самокритической оценке своей жизни, которые были свойственны героям произведений Л. Толстого. Отмечается также влияние некоторых художественных особенностей романа «Анна Каренина» на произведения Пруса, в частности, использование опыта романа-синтеза.

## Цензура
- Часть главы «Первое предостережение» из первого тома с описанием русского купца Сузина была вымарана царской цензурой из первой публикации. Помимо этого, из книги были удалены упоминания о восстании 1863—1864, а также о том, что Вокульский был сослан в Сибирь[12].
- Роман «Кукла» также являет собой яркий пример польской «народной», или «национальной», цензуры, суть которой заключается в том, что присутствие российского государства никак не описывается и только при упоминании денег — рублей и копеек — можно понять, что действие происходит в Российской империи, частью которой являлось Царство Польское[13]. В описании прогулок Станислава Вокульского по Краковскому предместью в главах 7 и 15 первого тома упоминаются лишь памятники, установленные в честь поляков — памятник Николаю Копернику и Колонна Сигизмунда, — и игнорируется памятник русскому фельдмаршалу Ивану Паскевичу, находившийся в те годы на Краковском предместье практически посредине между упоминаемыми памятниками, перед дворцом Наместника[14]. О том, что во дворце Наместника, а также в Бельведере и Цитадели находились представители российской имперской власти, а в Замке — представитель самого русского царя, в романе никак не упоминается — равно как и то, что некоторые вывески в Варшаве и других польских городах были на русском языке[15].

## Факты
- По инициативе поэта Стефана Годлевского в начале 1937 года на улице Краковское предместье 4, где, согласно роману, находился дом, в котором жил Станислав Вокульский, была установлена памятная доска, напоминающая об этом факте. Одновременно подобная же доска была установлена на доме № 7 по Краковскому предместью, где, согласно роману, проживал Игнаций Жецкий[16][17]. Доски были уничтожены вместе с домами, где они были установлены, во время Второй мировой войны и были воссозданы и снова установлены на тех же, восстановленных после войны домах, в 1987 году[18].
- Однако сразу же после установок памятных досок варшавская ежедневная газета Warszawski Dziennik Narodowy[пол.] иронизировала, что доски установлены не по месту, ибо на самом деле прототипы главных героев  «Куклы» жили в Люблине[16].
- В 1968 году по роману был снят одноимённый фильм. Режиссёр Войцех Хас.
- В 1978 году по роману был снят 9-серийный телефильм «Кукла». Режиссёр Рышард Бер[пол.].
- В 2006 году в Москве проходила выставка под названием «Варшава времён „Куклы“ Болеслава Пруса»[19].
- В 2010 году на платформе перед зданием вокзала станции Скерневице был установлен памятник Станиславу Вокульскому работы скульптора Роберта Собоциньского[пол.].